# Église d'Oravais
L'église d'Oravais (en suédois : Oravais kyrka, en finnois : Oravaisten kirkko) est une église construite à Oravais en Finlande.

## Histoire
L'édifice conçu par Jacob Rijf dans un  style néo-classique est construit en 1797.
Les retables peints par Johan Erik Lindh en 1845 représentent le Christ sur la croix et l'Eucharistie.